# Grande Guerra Turca
A Grande Guerra Turca (em alemão:  Großer Türkenkrieg), também chamadas de Guerras da Liga Santa (em turco:  Kutsal İttifak Savaşları), foi uma série de conflitos entre o Império Otomano e a Liga Santa composta pelo Sacro Império Romano-Germânico, o Reino da Polônia e Grão-Ducado da Lituânia, a República de Veneza, o Czarado da Rússia e o Reino da Hungria. Os combates intensivos começaram em 1683 e terminaram com a assinatura do Tratado de Karlowitz em 1699. A guerra foi uma derrota para o Império Otomano, que pela primeira vez perdeu território substancial, na Hungria e na Comunidade Polaco-Lituana, bem como em parte dos Bálcãs ocidentais. A guerra foi significativa também por ser a primeira instância da Rússia aderindo a uma aliança com a Europa Ocidental.
Os franceses não aderiram à Santa Liga, pois a França concordou em reviver uma aliança informal franco-otomana em 1673, em troca de Luís XIV ser reconhecido como protetor dos católicos nos domínios otomanos.
Inicialmente, Luís XIV aproveitou o início da guerra para alargar as fronteiras orientais da França na Guerra das Reuniões, tomando Luxemburgo e Estrasburgo na Trégua de Ratisbona. No entanto, à medida que a Liga Santa obtinha ganhos contra o Império Otomano, capturando Belgrado em 1688, os franceses começaram a temer que os seus rivais dos Habsburgos se tornassem demasiado poderosos e eventualmente se voltassem contra a França. A Revolução Gloriosa também foi motivo de preocupação para os franceses, já que Guilherme III de Orange-Nassau estava sendo convidado pelos nobres ingleses na carta de convite a Guilherme para assumir o controle da Inglaterra como rei. Portanto, os franceses sitiaram Philippsburgo em 27 de setembro de 1688, quebrando a trégua e desencadeando a Guerra dos Nove Anos separada, que aliviou os turcos.
Como resultado, o avanço feito pela Liga Santa estagnou, permitindo aos otomanos retomar Belgrado em 1690. A guerra então caiu em um impasse e a paz foi concluída em 1699, que começou após a Batalha de Zenta em 1697, quando uma tentativa otomana de retomar suas posses perdidas na Hungria foi esmagada pela Liga Santa.
A guerra coincidiu em grande parte com a Guerra dos Nove Anos (1688-1697), que chamou a atenção da grande maioria dos Habsburgos enquanto estava ativa. Em 1695, por exemplo, os estados do Sacro Império Romano tinham 280 mil soldados no campo, com a Inglaterra, a República Holandesa e a Espanha contribuindo com outros 156 mil especificamente para o conflito contra a França. Desses 280 mil, apenas 74 mil, ou cerca de um quarto, posicionaram-se contra os turcos; o resto estava lutando contra a França.  No geral, de 1683 a 1699, os Estados Imperiais tiveram em média 88.100 homens lutando contra os turcos, enquanto de 1688 a 1697, tiveram em média 127.410 lutando contra os franceses. 

## Antecedentes (1667-1683)

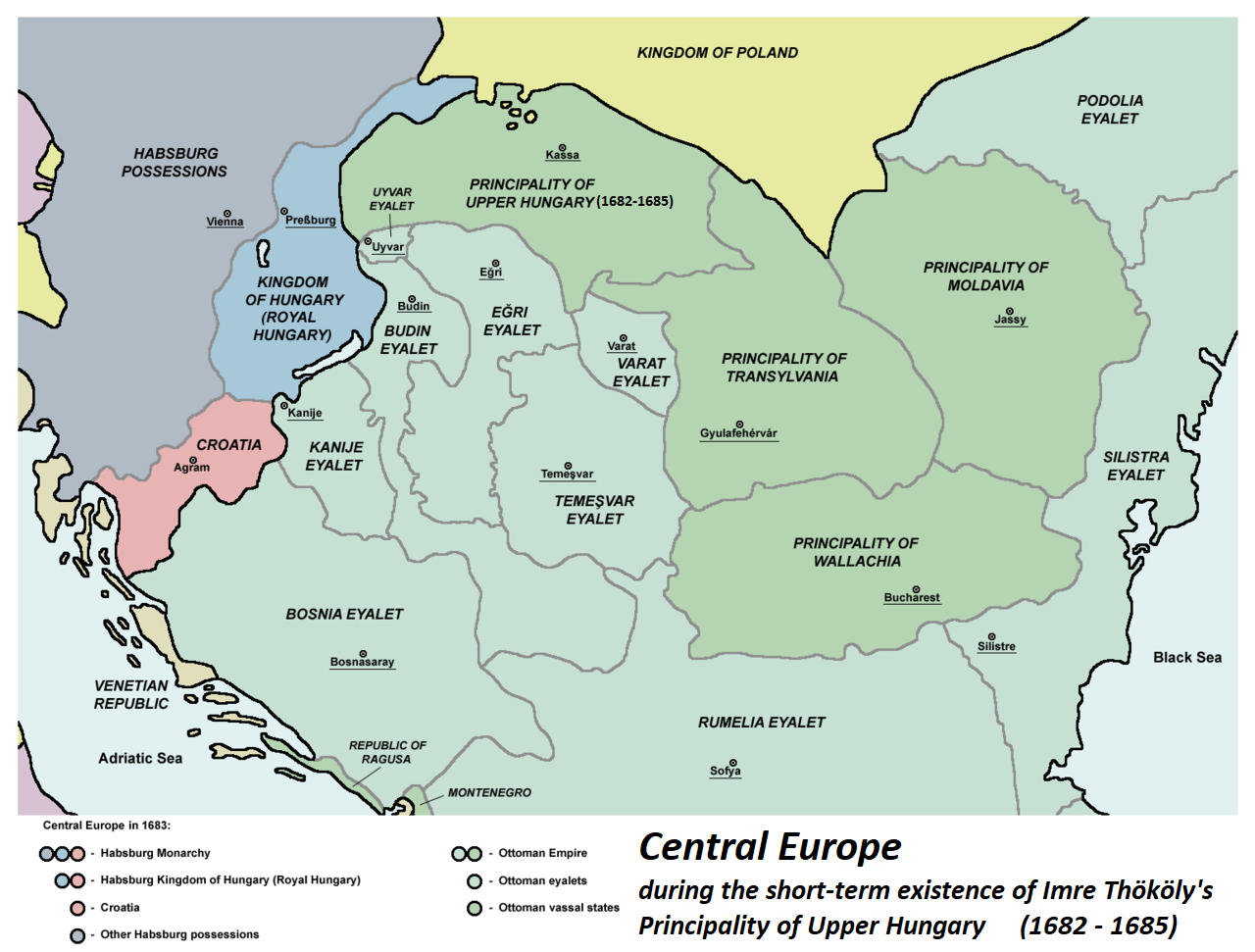
O norte dos Bálcãs em 1683, antes da guerra. A porção noroeste é mostrada como pertencente aos Habsburgos, a maior parte dos Bálcãs sob o domínio otomano, com a área do extremo nordeste sendo polonesa.
Monarquia de Habsburgo
Império Otomano

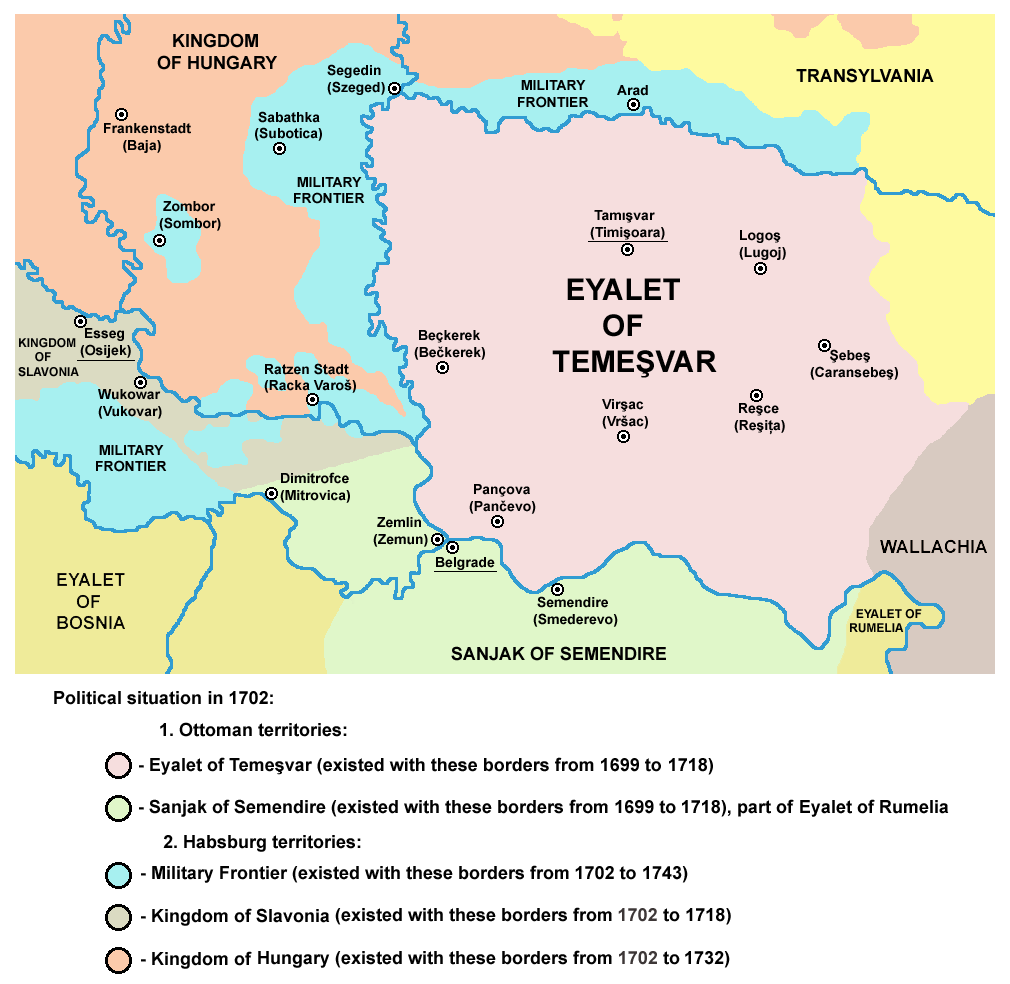
O norte dos Balcãs, após o Tratado de Karlowitz:
Monarquia de Habsburgo
Império Otomano

Após a rebelião de Bohdan Khmelnytskyi, o Czarado da Rússia em 1654 adquiriu territórios da Comunidade Polaco-Lituana (atualmente partes do leste da Ucrânia), enquanto alguns cossacos permaneceram na parte sudeste da Comunidade. O seu líder, Petro Doroshenko, procurou a proteção do Império Otomano e em 1667 atacou o comandante polaco João Sobieski.
O sultão Maomé IV, que sabia que a Comunidade Polaco-Lituana estava enfraquecida por conflitos internos, em agosto de 1672 atacou Kamenets Podolski, uma grande cidade na fronteira da Comunidade. A pequena força polaca resistiu ao cerco de Kamenets durante duas semanas, mas foi então forçada a render-se. O exército polaco era demasiado pequeno para resistir à invasão otomana e conseguiu apenas algumas pequenas vitórias tácticas. Após três meses, os polacos foram forçados a assinar o Tratado de Buchach, no qual concordaram em ceder Kamenets, Podólia e pagar tributo aos otomanos. Quando a notícia da derrota e os termos do tratado chegaram a Varsóvia, o Sejm recusou-se a pagar o tributo e organizou um grande exército sob o comando de Sobieski; posteriormente, os poloneses venceram a Batalha de Khotyn (1673). Após a morte do rei Miguel em 1673, Sobieski foi eleito rei da Polônia. Ele tentou derrotar os otomanos durante quatro anos, sem sucesso. A guerra terminou em 17 de outubro de 1676 com o Tratado de Żurawno, no qual os turcos mantiveram o controle apenas sobre Kamianets-Podilskyi. Este ataque turco também levou em 1676 ao início das Guerras Russo-Turcas.

## Visão geral
Após alguns anos de paz, o Império Otomano, encorajado pelos sucessos no oeste da Comunidade Polaco-Lituana, atacou a monarquia dos Habsburgos. Os turcos quase capturaram Viena, mas João III Sobieski liderou uma aliança cristã que os derrotou na Batalha de Viena (1683), paralisando a hegemonia do Império Otomano no sudeste da Europa.
Uma nova Liga Santa foi iniciada pelo Papa Inocêncio XI e abrangia o Sacro Império Romano-Germânico (liderado pela monarquia dos Habsburgos), a Comunidade Polaco-Lituana e a República de Veneza em 1684,  unida pela Rússia em 1686. As tropas da Liga Sagrada sitiaram e conquistaram Buda em 1686, que estava sob domínio otomano desde 1541. A segunda Batalha de Mohács (1687) foi uma derrota esmagadora para o Sultão. Os turcos tiveram mais sucesso na frente polaca e conseguiram reter a Podólia durante as suas batalhas com a Comunidade Polaco-Lituana.
O envolvimento da Rússia marcou a primeira vez que o país aderiu formalmente a uma aliança de potências europeias. Este foi o início de uma série de guerras russo-turcas, a última das quais foi a Primeira Guerra Mundial. Como resultado das campanhas da Crimeia e das campanhas de Azov, a Rússia capturou a principal fortaleza otomana de Azov.
Após a decisiva Batalha de Zenta em 1697 e escaramuças menores (como a Batalha de Podhajce em 1698), a Liga venceu a guerra em 1699 e forçou o Império Otomano a assinar o Tratado de Karlowitz.  Os otomanos cederam a maior parte da Hungria, Transilvânia e Eslavônia, bem como partes da Croácia, à monarquia dos Habsburgos enquanto a Podólia regressou à Polônia. A maior parte da Dalmácia passou para Veneza, juntamente com a Moreia, que os otomanos reconquistaram em 1715 e recuperaram no Tratado de Passarowitz de 1718.

### Sérvia

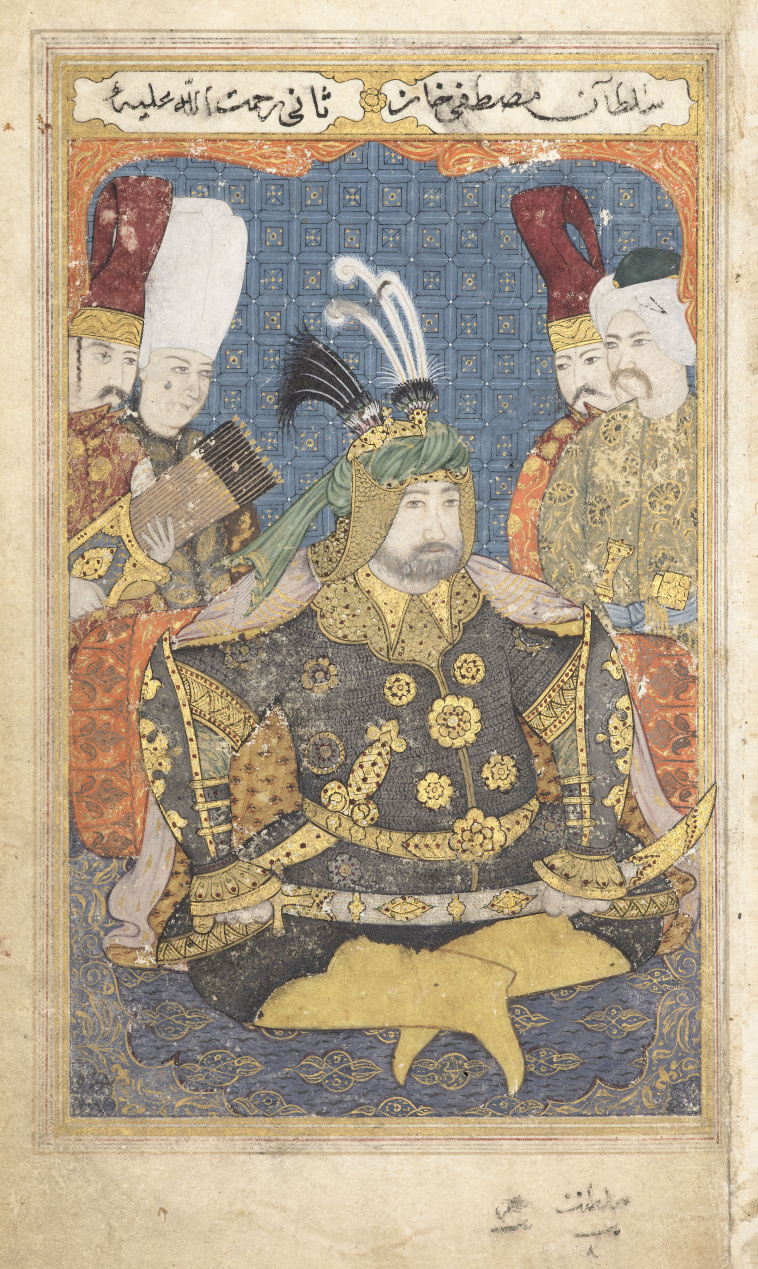
Mustafá II chegou ao poder durante a guerra, onde comandou pessoalmente o Exército Otomano.

Depois que as forças cristãs aliadas capturaram Buda do Império Otomano em 1686 durante a Grande Guerra Turca, os sérvios da planície da Panônia (atual Hungria, região da Eslavônia na atual Croácia, regiões de Bačka e Banato na atual Sérvia) juntaram-se às tropas. da monarquia dos Habsburgos como unidades separadas conhecidas como Milícia Sérvia.  Os sérvios, como voluntários, juntaram-se massivamente ao lado dos Habsburgos.  Na primeira metade de 1688, o exército dos Habsburgos, juntamente com unidades da Milícia Sérvia, capturaram Gyula, Lippa (hoje Lipova, Romênia) e Borosjenő (hoje Ienu, Romênia) do Império Otomano.  Após a captura de Belgrado dos otomanos em 1688, os sérvios dos territórios ao sul dos rios Sava e Danúbio começaram a juntar-se às unidades da milícia sérvia. 

### Kosovo
O bispo católico romano albanês e filósofo do Kosovo, Pjetër Bogdani, retornou aos Bálcãs em março de 1686 e passou os anos seguintes promovendo a resistência aos exércitos do Império Otomano, em particular em seu Kosovo natal. Ele e o seu vigário Toma Raspasani desempenharam um papel de liderança no movimento pró-austríaco no Kosovo durante a Grande Guerra Turca.  Ele contribuiu com uma força de 6.000 soldados albaneses para o exército austríaco que havia chegado a Pristina e o acompanhou na captura de Prizren. Lá, porém, ele e grande parte de seu exército foram enfrentados por outro adversário igualmente formidável, a peste. Bogdani retornou a Pristina, mas sucumbiu à doença em 6 de dezembro de 1689.  Seu sobrinho, Gjergj Bogdani, relatou em 1698 que os restos mortais de seu tio foram posteriormente exumados por soldados turcos e tártaros e dados aos cães no meio da praça em Pristina. 
Entre os papéis de Ludwig von Baden em Karlsruhe, há uma cópia de uma carta interceptada, em francês, escrita por um secretário da embaixada inglesa em Constantinopla em 19 de janeiro de 1690. Informou que os “alemães” no Kosovo tinham feito contacto com 20.000 albaneses que viraram as suas armas contra os turcos. 

## Guerras associadas

### Guerra Moreana
A República de Veneza controlava várias ilhas nos mares Egeu e Jónico, juntamente com fortes estrategicamente posicionados ao longo da costa do continente grego desde a divisão do Império Bizantino após a Quarta Cruzada. No entanto, com a ascensão dos otomanos, durante o século XVI e início do século XVII, perderam a maior parte destes, como Chipre e Eubeia (Negroponte) para os turcos. Entre 1645 e 1669, os venezianos e os otomanos travaram uma longa e custosa guerra por Creta, a última grande possessão veneziana no Egeu. Durante esta guerra, o comandante veneziano, Francesco Morosini, entrou em contacto com os rebeldes Maniotas, para uma campanha conjunta na Moreia. Em 1659, Morosini desembarcou na Moreia, e junto com os Maniotas, tomou Kalamata. No entanto, ele foi logo forçado a retornar a Creta, e a aventura no Peloponeso fracassou.
Em 1683, eclodiu uma nova guerra entre a monarquia dos Habsburgos e os otomanos, com um grande exército otomano avançando em direção a Viena. Em resposta a isso, uma Liga Sagrada foi formada. Após a derrota do exército otomano na Batalha de Viena, os venezianos decidiram aproveitar a oportunidade do enfraquecimento do poder otomano e da sua distração na frente do Danúbio para reconquistar os seus territórios perdidos no Egeu e na Dalmácia. Em 25 de abril de 1684, a Sereníssima República declarou guerra aos otomanos. 
Ciente de que teria que confiar nas suas próprias forças para ter sucesso, Veneza preparou-se para a guerra garantindo ajuda financeira e militar em homens e navios da Malta Hospitaleira, do Ducado de Sabóia, dos Estados Papais, e dos Cavaleiros de Santo Estêvão. Além disso, os venezianos recrutaram um grande número de mercenários da Itália e dos estados alemães, especialmente da Saxônia e Brunsvique.

#### Operações no Mar Jônico
Em meados de junho, a frota veneziana deslocou-se do Adriático em direção às Ilhas Jónicas controladas pelos Otomanos. O primeiro alvo foi a ilha de Lefkada (Santa Maura), que caiu, após um breve cerco de 16 dias, em 6 de agosto de 1684. Os venezianos, auxiliados pelos irregulares gregos, cruzaram então para o continente e começaram a atacar a margem oposta da Acarnânia. A maior parte da área logo ficou sob controle veneziano, e a queda dos fortes de Preveza e Vonitsa no final de setembro removeu os últimos bastiões otomanos.  Estes primeiros sucessos foram importantes para os venezianos não apenas por razões de moral, mas porque garantiram as suas comunicações com Veneza, negaram aos otomanos a possibilidade de ameaçar as ilhas Jónicas ou de transportar tropas através da Grécia ocidental para o Peloponeso, e porque estes sucessos encorajou os gregos a cooperar com eles contra os otomanos.

#### Conquista da Moreia

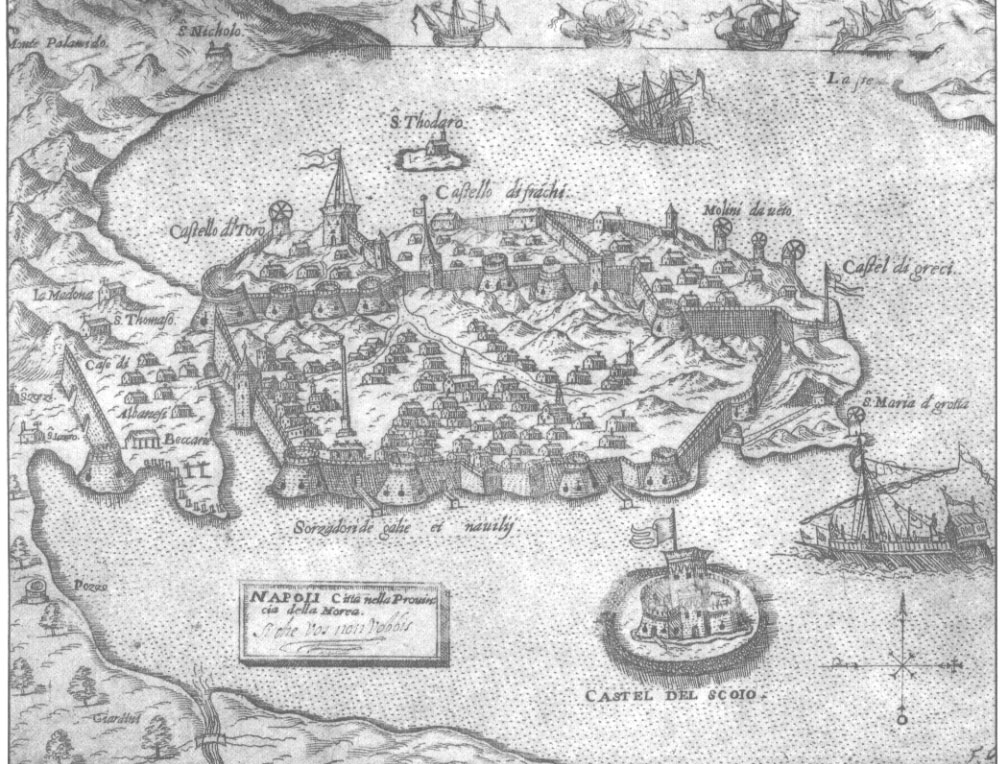
Nafplion, ou Napoli di Romagna, em meados do século XVI

Tendo assegurado a sua retaguarda durante o ano anterior, Morosini voltou-se para o Peloponeso, onde os gregos, especialmente os maniotas, começaram a mostrar sinais de revolta e comunicaram com Morosini, prometendo levantar-se em seu auxílio. Ismail Pasha, o novo comandante militar de Morea, soube disso e invadiu a Península de Mani com 10.000 homens, reforçando os três fortes que os otomanos já guarneciam, e obrigou os maniotas a entregar os reféns para garantir a sua lealdade.  Como resultado, os Maniotas permaneceram incomprometidos quando, em 25 de junho de 1685, o exército veneziano, com 8.100 homens, desembarcou fora do antigo forte veneziano de Koroni e sitiou-o. O castelo rendeu-se após 49 dias, no dia 11 de agosto, e a guarnição foi massacrada. Após este sucesso, Morosini embarcou as suas tropas em direção à cidade de Kalamata, a fim de encorajar os Maniotas à revolta. O exército veneziano, reforçado por 3.300 saxões e sob o comando do general Hannibal von Degenfeld, derrotou uma força turca de cerca de 10.000 homens fora de Kalamata em 14 de setembro e, no final do mês, toda Mani e grande parte da Messénia estavam sob controle veneziano.  

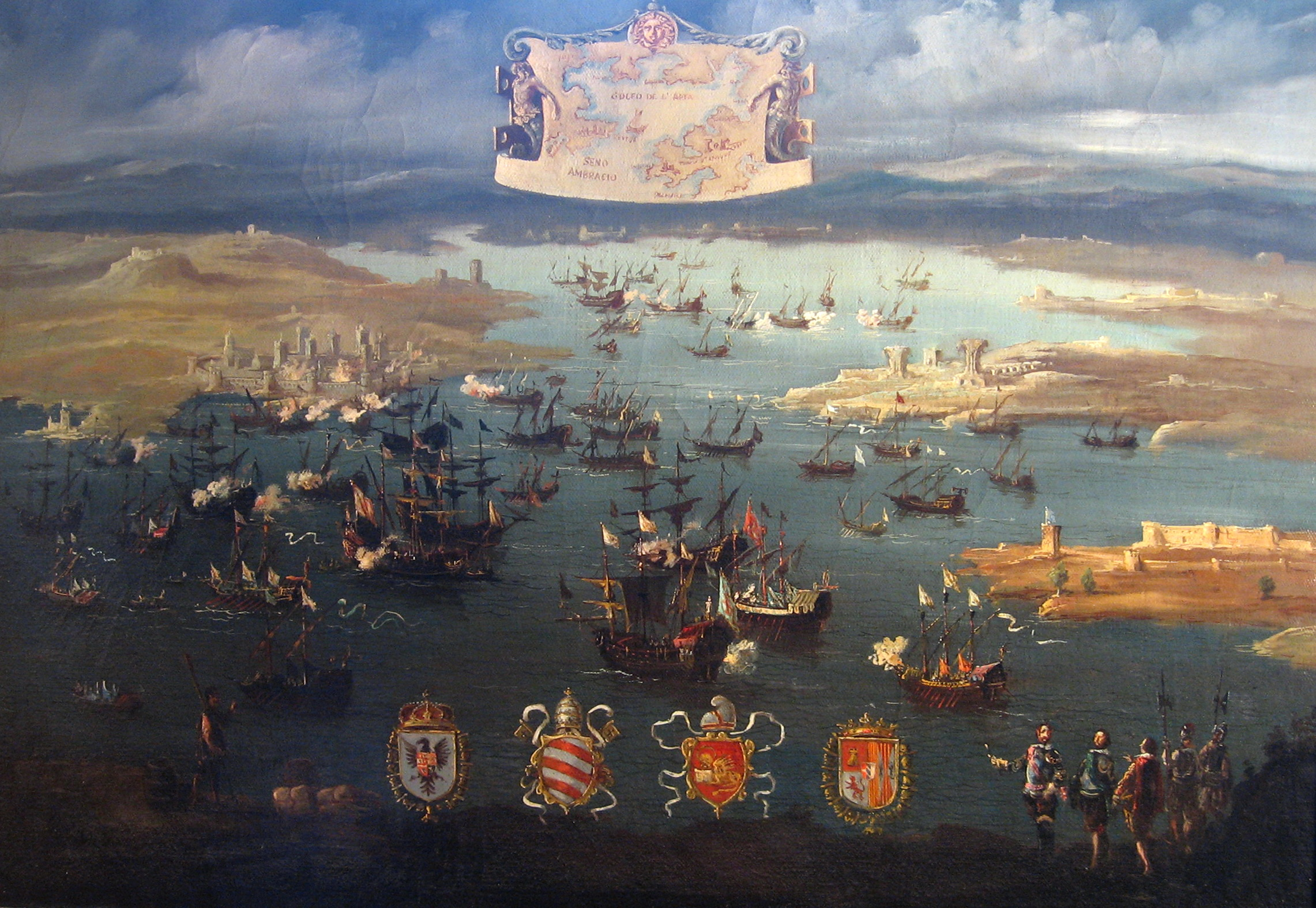
A conquista de Preveza em 1684

Em outubro de 1685, o exército veneziano recuou para as Ilhas Jônicas para passar o inverno, onde eclodiu uma praga, algo que ocorreria regularmente nos anos seguintes e teria um grande impacto no exército veneziano, especialmente entre os contingentes alemães. Em abril de 1686, os venezianos ajudaram a repelir um ataque otomano que ameaçava invadir Mani e foram reforçados pelos Estados Papais e pela Toscana . O marechal sueco Otto Wilhelm Königsmarck foi nomeado chefe das forças terrestres, enquanto Morosini manteve o comando da frota. Em 3 de junho, Königsmarck tomou Pilos e começou a sitiar a fortaleza de Navarino. Uma força de socorro comandada por Ismail Pasha foi derrotada em 16 de junho e no dia seguinte o forte se rendeu. A guarnição e a população muçulmana foram transportadas para Trípoli.  Methoni (Modon) seguiu-se em 7 de julho, depois que um bombardeio eficaz destruiu as muralhas do forte e seus habitantes também foram transferidos para Trípoli.  Os venezianos avançaram então em direção a Argos e Nafplion, que era então a cidade mais importante do Peloponeso. O exército veneziano, ca. 12.000 homens, desembarcaram perto de Nafplion entre 30 de julho e 4 de agosto. Königsmarck imediatamente liderou um ataque à colina de Palamidi, então não fortificada, que dominava a cidade. Apesar do sucesso dos venezianos na captura de Palamidi, a chegada de um forte exército otomano de 7.000 homens sob o comando de Ismail Pasha em Argos tornou a sua posição difícil. O ataque inicial dos venezianos contra o exército de socorro conseguiu tomar Argos e forçar o paxá a recuar para Corinto, mas durante duas semanas, a partir de 16 de agosto, as forças de Königsmarck foram forçadas a repelir continuamente os ataques das forças de Ismail Paxá, combater as surtidas do guarnição otomana sitiada e lidar com um novo surto de peste. Em 29 de agosto de 1686, Ismail Pasha atacou o acampamento veneziano, mas foi fortemente derrotado. Com a derrota do exército de socorro, Nafplion foi forçado a se render em 3 de setembro  A notícia desta grande vitória foi recebida em Veneza com alegria e celebração. Náuplia tornou-se a principal base dos venezianos, enquanto Ismail Paxá retirou-se para a Acaia depois de fortalecer as guarnições em Corinto, que controlavam a passagem para a Grécia central. 

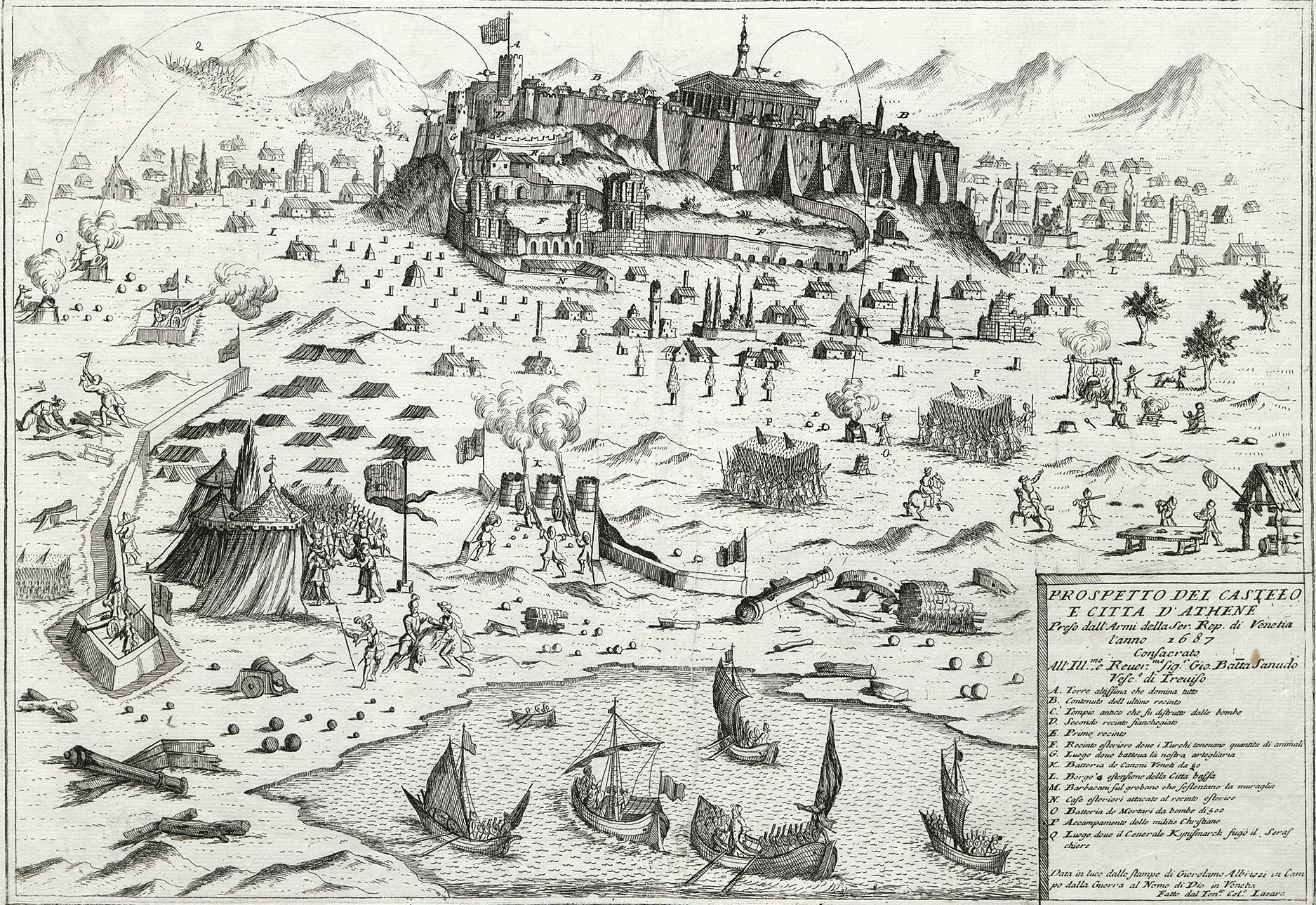
Representação do cerco veneziano à Acrópole de Atenas durante 1687

Apesar das perdas causadas pela peste durante o outono e inverno de 1686, as forças de Morosini foram reabastecidas com a chegada de um novo corpo mercenário alemão de Hanôver na primavera de 1687. Assim fortalecido, foi capaz de avançar contra o último grande bastião otomano no Peloponeso, a cidade de Patras e o forte de Rion, que juntamente com o seu gémeo em Antirrion controlavam a entrada do Golfo de Corinto (os "Pequenos Dardanelos"). Em 22 de julho de 1687, Morosini, com uma força de 14.000 homens, desembarcou nos arredores de Patras, onde o novo comandante otomano, Mehmed Pasha, havia se estabelecido. Mehmed, com um exército de tamanho aproximadamente igual, atacou a força veneziana imediatamente após esta desembarcar, mas foi derrotado e forçado a recuar. Neste ponto, o pânico se espalhou entre as forças otomanas, e os venezianos conseguiram, em poucos dias, capturar a cidadela de Patras e os fortes de Rion, Antirrion e Nafpaktos (Lepanto) sem qualquer oposição, pois suas guarnições os abandonaram. . Este novo sucesso causou grande alegria em Veneza, e honras foram acumuladas sobre Morosini e seus oficiais. Morosini recebeu o título de vitória "Peloponeso", e um busto de bronze seu foi exibido no Grande Salão, algo nunca antes feito por um cidadão vivo.  Os venezianos deram sequência a este sucesso com a redução dos últimos bastiões otomanos no Peloponeso, incluindo Corinto, que foi ocupada em 7 de agosto,  e Mistra, que se rendeu no final do mês. O Peloponeso estava sob completo controle veneziano, e apenas o forte de Monemvasia (Malvasia), no sudeste, continuou a resistir, resistindo até 1690.

### Guerras Polaco-Otomanas e Austro-Turcas (1683-1699)

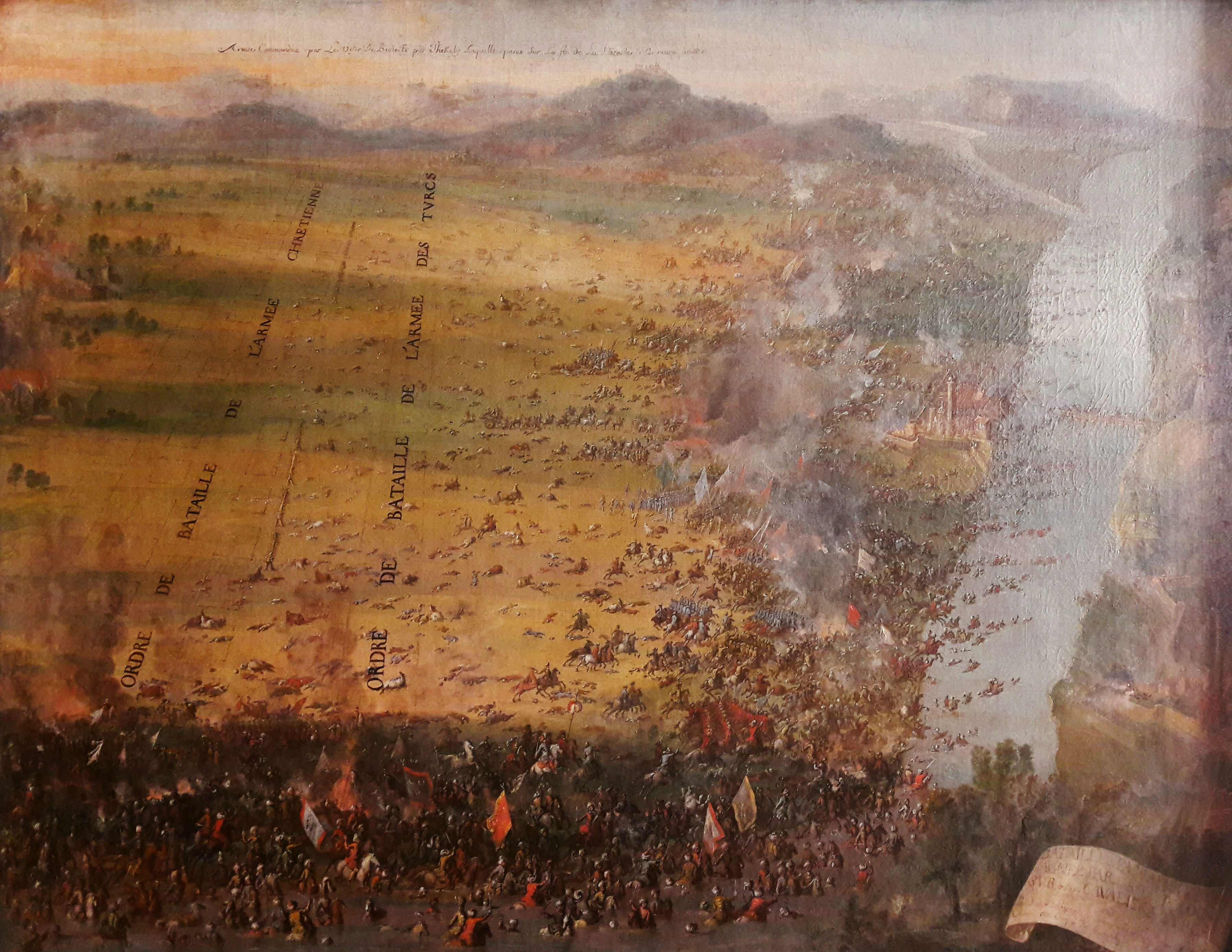
A Batalha de Párkány em outubro de 1683

Após alguns anos de paz, o Império Otomano atacou novamente a monarquia dos Habsburgos. Os turcos quase capturaram Viena, mas o rei João III Sobieski da Polônia liderou uma aliança cristã que os derrotou na Batalha de Viena, que abalou a hegemonia do Império Otomano no sudeste da Europa. 
Uma nova Liga Santa foi iniciada pelo Papa Inocêncio XI e abrangia o Sacro Império Romano-Germânico (liderado pela monarquia dos Habsburgos), ao qual se juntou a República de Veneza e a Polónia em 1684 e o Czarado da Rússia em 1686. Os otomanos sofreram três derrotas decisivas contra o Sacro Império Romano após o cerco de Buda: a segunda Batalha de Mohács em 1687, a Batalha de Slankamen em 1691 e a Batalha de Zenta uma década depois, em 1697. 
Na frente polonesa menor, após as batalhas de 1683 (Viena e Parkany), Sobieski, após sua proposta para a Liga iniciar uma grande ofensiva coordenada, empreendeu uma ofensiva bastante malsucedida na Moldávia em 1686, com os otomanos recusando um grande confronto e assediando o exército. Durante os quatro anos seguintes, a Polónia bloquearia a principal fortaleza de Kamenets e os tártaros otomanos atacariam as terras fronteiriças. Em 1691, Sobieski empreendeu outra expedição à Moldávia, com resultados ligeiramente melhores, mas ainda sem vitórias decisivas. 
A última batalha da campanha foi a Batalha de Podhajce em 1698, onde um hetman polonês chamado Feliks Kazimierz Potocki derrotou a incursão otomana na Comunidade. A Liga venceu a guerra em 1699 e forçou o Império Otomano a assinar o Tratado de Karlowitz. Os otomanos perderam assim grande parte das suas possessões europeias, com a Podólia (incluindo Kamenets) devolvida à Polónia.

### Guerra Russo-Turca (1686-1700)
Durante a guerra, o exército russo organizou as campanhas da Crimeia de 1687 e 1689, que terminaram ambas em derrotas russas.  Apesar destes contratempos, a Rússia lançou as campanhas de Azov em 1695 e 1696 e, depois de sitiar Azov em 1695  ocupou com sucesso a cidade em 1696.

## Batalha de Viena

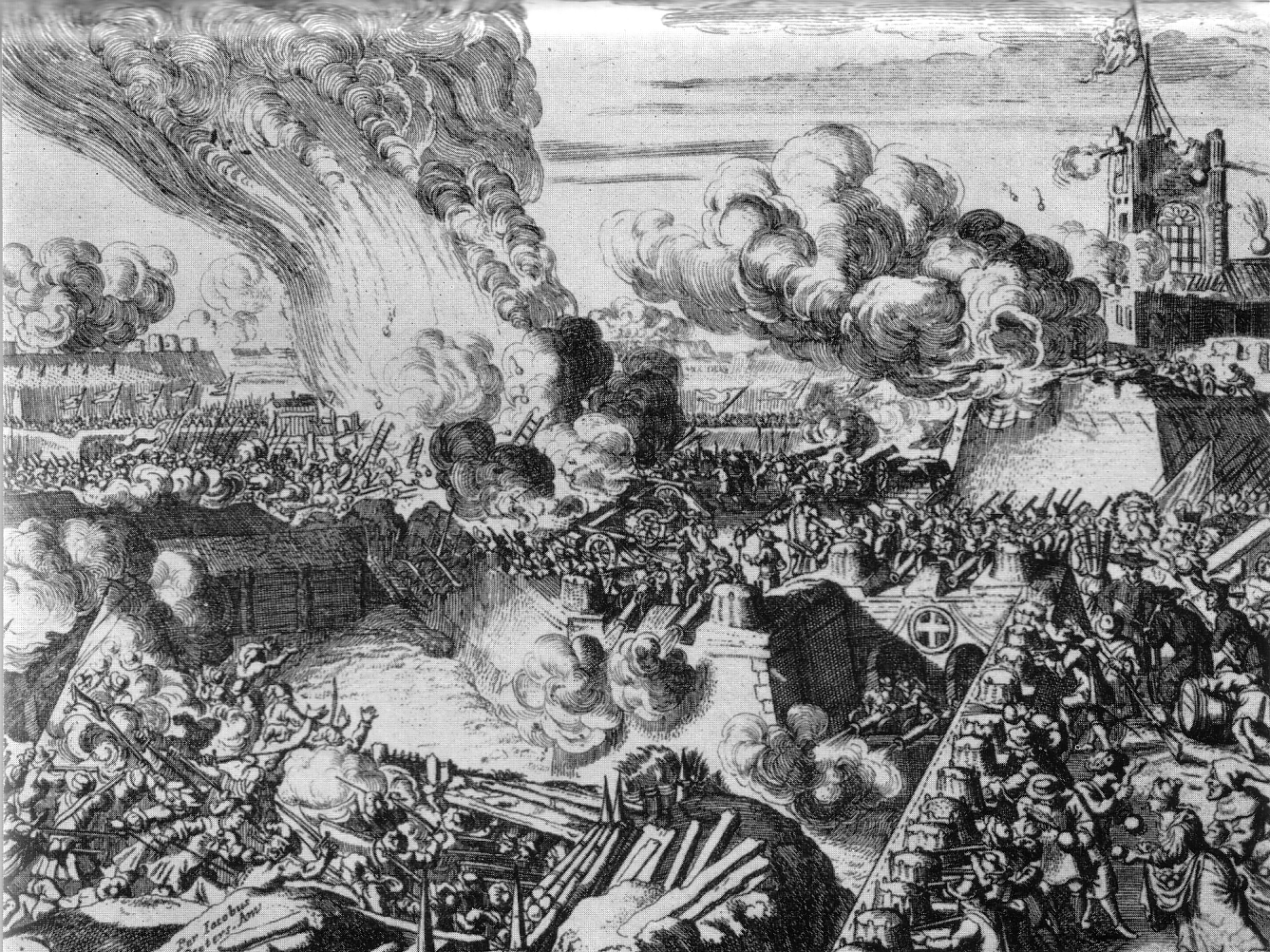
Defesa das fortificações de Viena por civis, pintura a óleo de Romeyn de Hooghe

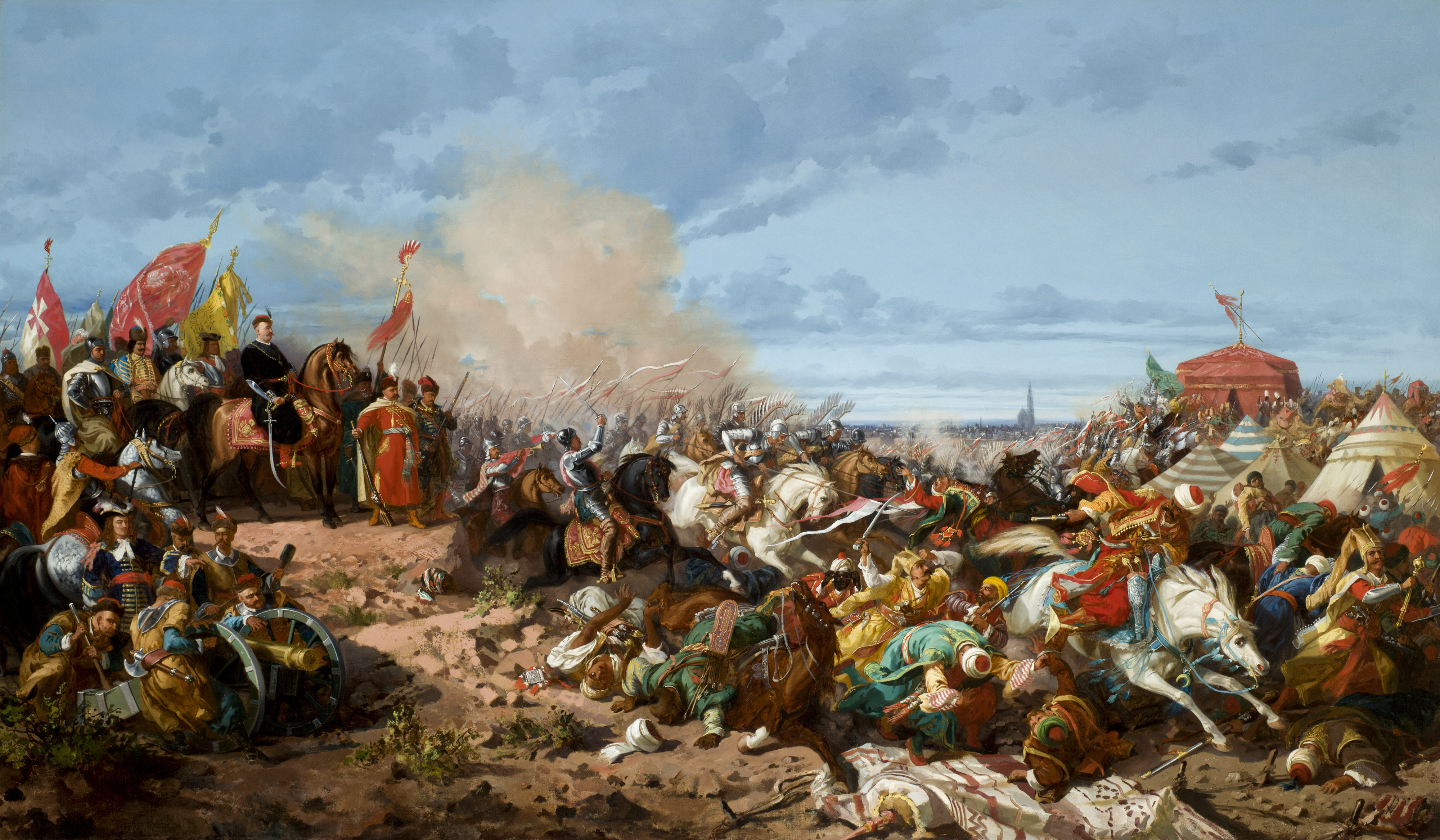
Sobieski em Viena por Stanisław Chlebowski – rei João III da Polónia e Grão-Duque da Lituânia

A captura de Viena sempre foi uma aspiração estratégica do Império Otomano, devido ao seu controle interligado sobre o Danúbio (do Mar Negro à Europa Ocidental), o sul da Europa e as rotas comerciais terrestres (do Mediterrâneo Oriental à Alemanha). Durante os anos anteriores a este segundo cerco (o primeiro ocorreu em 1529), sob os auspícios dos grão-vizires da influente família Köprülü, o Império Otomano empreendeu extensos preparativos logísticos, incluindo a reparação e estabelecimento de estradas e pontes que conduzem ao Santo Cerco. Romano e os seus centros logísticos, bem como o encaminhamento de munições, canhões e outros recursos de todo o Império Otomano para estes centros e para os Bálcãs. Desde 1679, a Grande Peste assolava Viena.
O principal exército otomano finalmente sitiou Viena em 14 de julho de 1683. No mesmo dia, Kara Mustafá Paxá enviou à cidade o tradicional pedido de rendição.  Ernst Rüdiger Graf von Starhemberg, líder da guarnição de 15.000 soldados e 8.700 voluntários com 370 canhões, recusou-se a capitular. Apenas alguns dias antes, ele tinha recebido a notícia do massacre em Perchtoldsdorf,  uma cidade ao sul de Viena, onde os cidadãos entregaram as chaves da cidade depois de terem tido uma escolha semelhante. As operações de cerco começaram em 17 de julho.
Em 6 de setembro, os poloneses comandados por João III Sobieski cruzaram o Danúbio, 30km a noroeste de Viena, em Tulln, para se unir às tropas imperiais e às forças adicionais da Saxônia, Baviera, Baden, Francônia e Suábia. Luís XIV de França recusou-se a ajudar o seu rival Habsburgo, tendo acabado de anexar a Alsácia. Uma aliança entre Sobieski e o imperador Leopoldo I resultou na adição dos hussardos poloneses ao exército aliado já existente. O comando das forças dos aliados europeus foi confiado ao rei polaco, que tinha sob o seu comando 70.000–80.000 soldados enfrentando um exército turco de 150.000. :661 A coragem e notável aptidão de Sobieski para o comando já eram conhecidas na Europa.

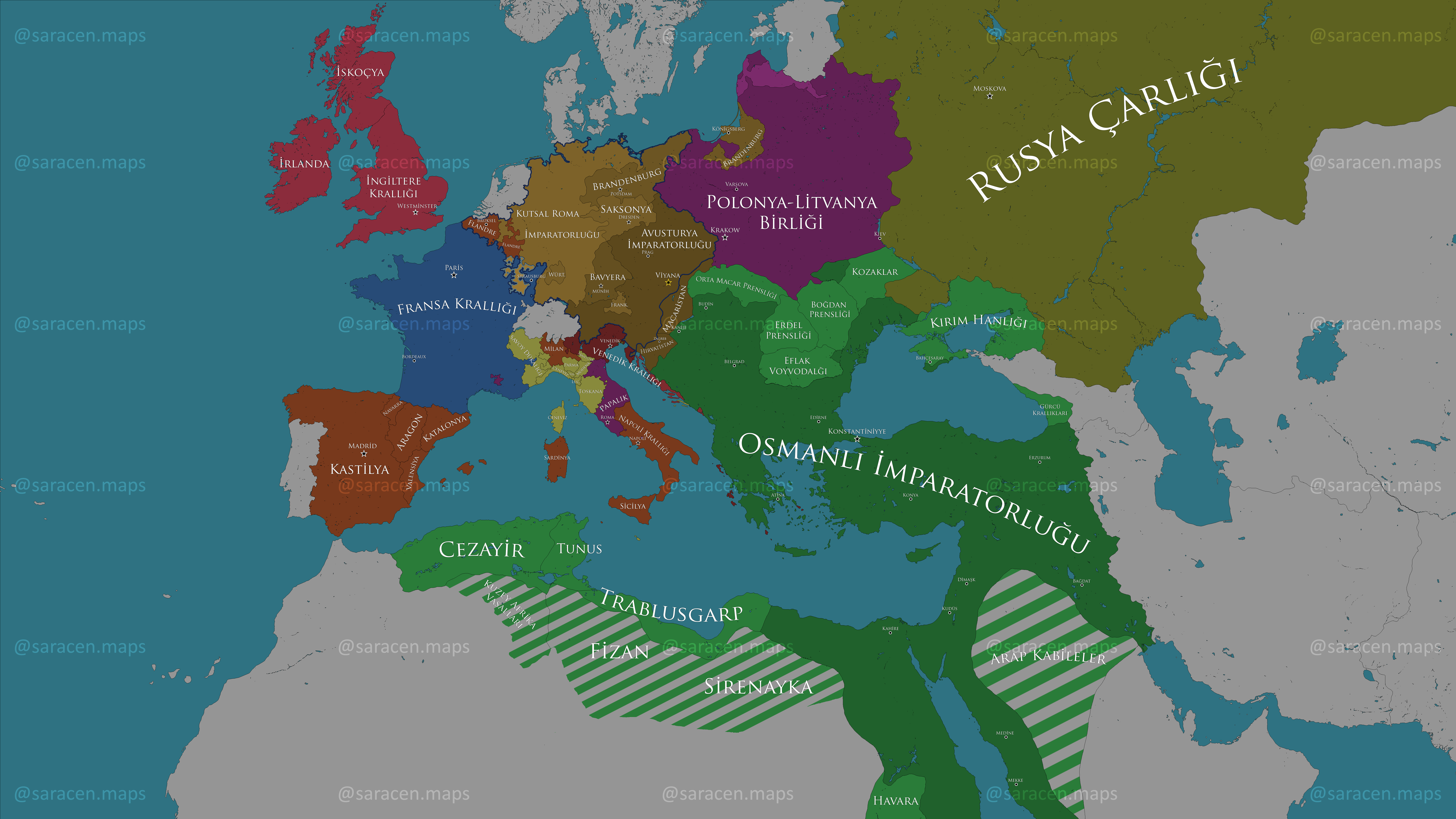
Europa após a Batalha de Viena

Durante o início de setembro, os experientes 5.000 sapadores otomanos explodiram repetidamente grandes porções das paredes entre o bastião Burg, o bastião Löbel e o revelim Burg, criando lacunas de cerca de 12 m de largura. Os vienenses tentaram contrariar esta situação cavando os seus próprios túneis para interceptar o depósito de grandes quantidades de pólvora em cavernas. Os otomanos finalmente conseguiram ocupar o revelim Burg e o muro baixo naquela área em 8 de setembro. Antecipando uma brecha nas muralhas da cidade, os restantes vienenses prepararam-se para lutar no centro da cidade.

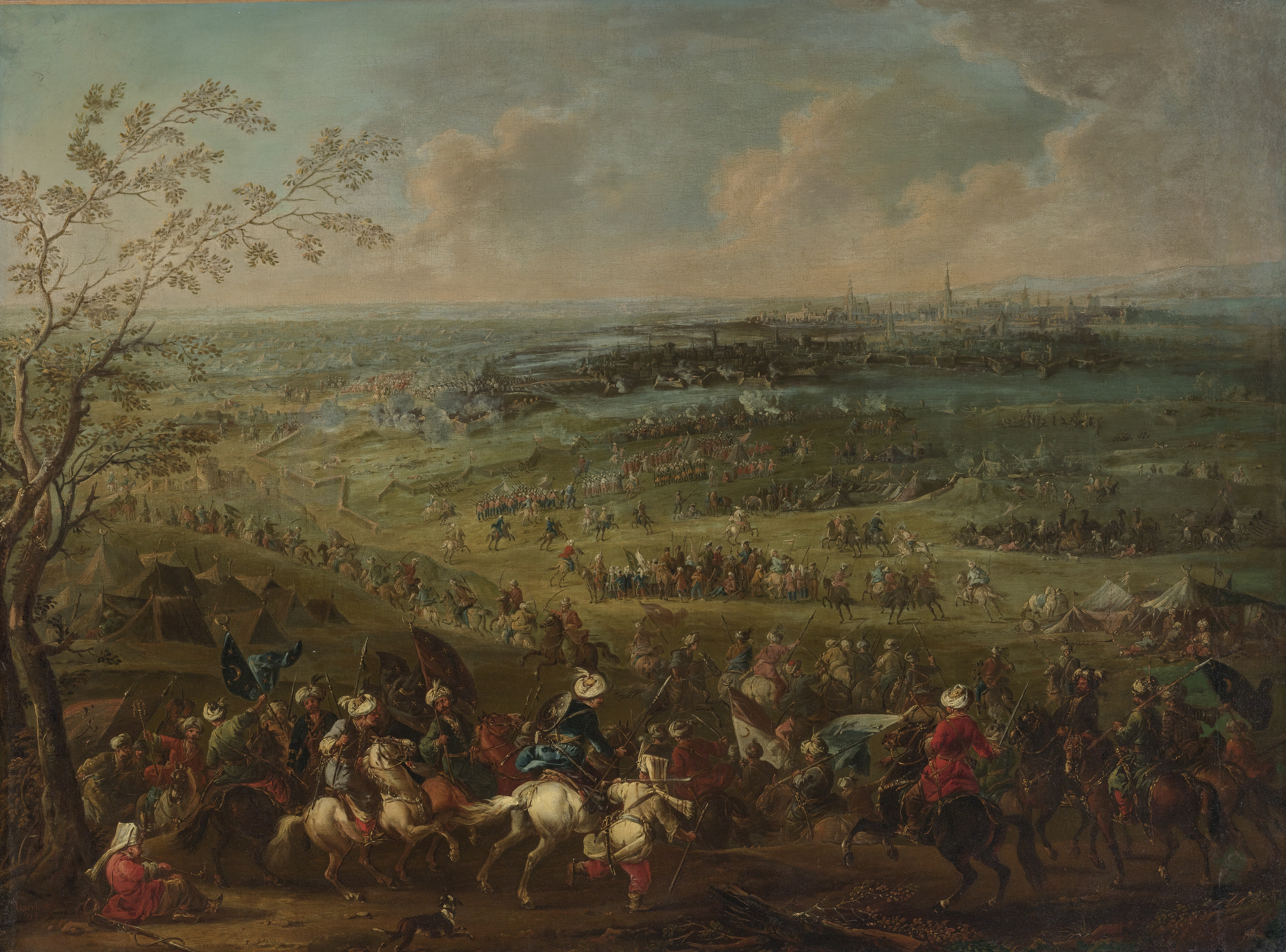
Turcos diante dos muros de Viena

O exército de socorro teve de agir rapidamente para salvar a cidade e assim evitar outro longo cerco. Apesar da composição binacional do exército e do curto espaço de apenas seis dias, foi estabelecida uma estrutura de liderança eficaz, centrada no rei polaco e nos seus hussardos. A Santa Liga resolveu as questões de pagamento usando todos os fundos disponíveis do governo, empréstimos de vários banqueiros e nobres ricos e grandes somas de dinheiro do Papa.  Além disso, os Habsburgos e os polacos concordaram que o governo polaco pagaria pelas suas próprias tropas enquanto ainda estivessem na Polónia, mas que seriam pagas pelo imperador assim que atravessassem o território imperial. No entanto, o imperador teve de reconhecer a reivindicação de Sobieski aos primeiros direitos de pilhagem do campo inimigo no caso de uma vitória.
Kara Mustafá Paxá foi menos eficaz em garantir a motivação e lealdade de suas forças e em se preparar para o esperado ataque do exército de socorro. Ele confiou a defesa da retaguarda ao Cã da Crimeia e à sua força de cavalaria ligeira, que contava com cerca de 30.000 a 40.000 homens. Há dúvidas sobre até que ponto os tártaros participaram da batalha final antes de Viena. Os otomanos não podiam confiar nos seus aliados da Valáquia e da Moldávia. George Ducas, Príncipe da Moldávia, foi capturado, enquanto as forças de Șerban Cantacuzino juntaram-se à retirada após o ataque da cavalaria de Sobieski. :163
As tropas confederadas sinalizaram sua chegada ao Kahlenberg, acima de Viena, com fogueiras. Antes da batalha foi celebrada uma missa pelo rei da Polônia e seus nobres.

### Batalha

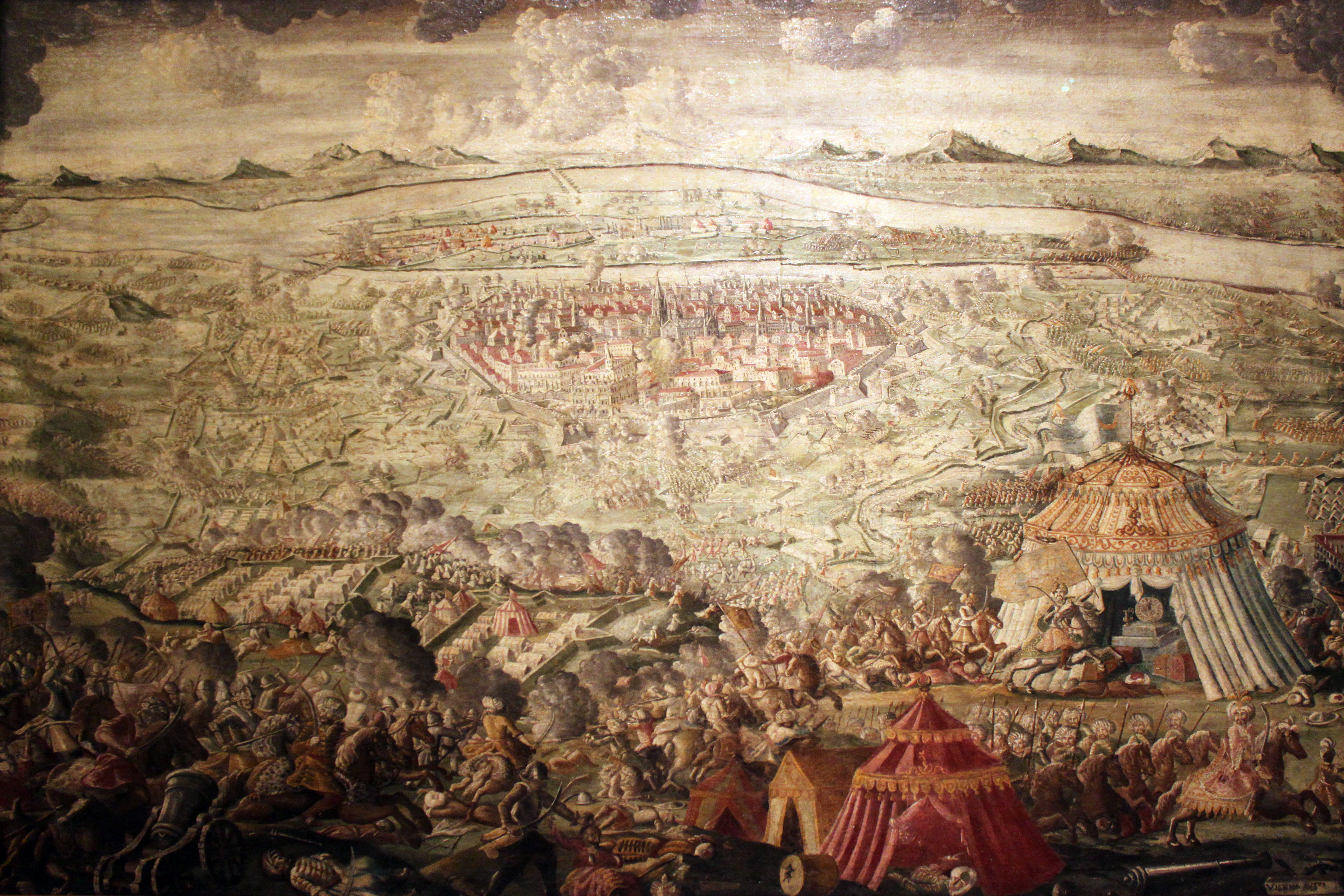
O alívio de Viena em 12 de setembro de 1683

Por volta das 18:00 horas da tarde, o rei polonês ordenou que a cavalaria atacasse em quatro grupos, três poloneses e um do Sacro Império Romano. Dezoito mil cavaleiros atacaram colinas abaixo, o maior ataque de cavalaria da história. :152 Sobieski liderou o ataque :661 à frente de 3.000 lanceiros pesados poloneses, os famosos "Hussardos Alados". Os tártaros de Lipka que lutaram no lado polonês usavam um ramo de palha em seus capacetes para se distinguirem dos tártaros que lutavam no lado otomano. A carga quebrou facilmente as linhas dos otomanos, que estavam exaustos e desmoralizados e logo começaram a fugir do campo de batalha. A cavalaria dirigiu-se diretamente para os campos otomanos e para o quartel-general de Kara Mustafá, enquanto a guarnição vienense restante saiu de suas defesas para se juntar ao ataque. :661
As tropas otomanas estavam cansadas e desanimadas após o fracasso da tentativa de minar e do ataque à cidade e do avanço da infantaria da Liga Sagrada sobre Turkenschanz. :661A carga de cavalaria foi um último golpe mortal. Menos de três horas após o ataque da cavalaria, as forças cristãs venceram a batalha e salvaram Viena. O primeiro oficial cristão que entrou em Viena foi o marquês Luís de Baden, à frente dos seus dragões. 
Posteriormente, Sobieski parafraseou a famosa citação de Júlio César Veni, vidi, vici ao dizer " Veni, vidi, Deus vicit" – "Eu vim, eu vi, Deus conquistou".

## Conclusão

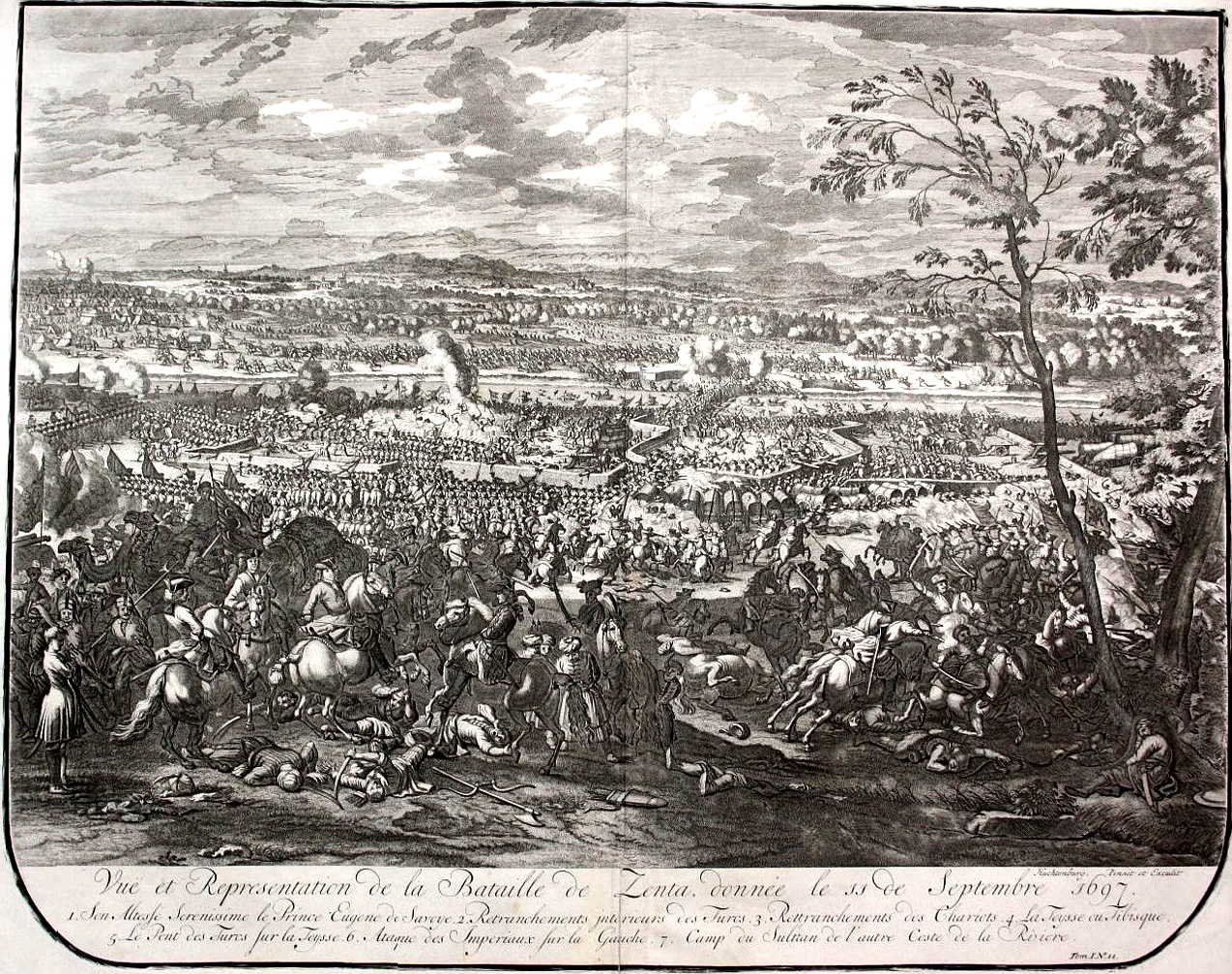
A Batalha de Zenta em setembro de 1697

Em 11 de setembro de 1697, a Batalha de Zenta foi travada ao sul da cidade de Zenta, governada pelos otomanos. Durante a batalha, as forças imperiais dos Habsburgos derrotaram as forças otomanas enquanto os otomanos cruzavam o rio Tisa perto da cidade. Isso resultou na morte de mais de 30.000 otomanos pelas forças dos Habsburgos e na dispersão do restante. Esta derrota paralisante foi o fator final para a assinatura do Tratado de Karlowitz pelo Império Otomano em 22 de janeiro de 1699, encerrando a Grande Guerra Turca. Este tratado resultou na transferência da maior parte da Hungria otomana para os Habsburgos, e após novas perdas na Guerra Austro-Turca (1716–1718), levou os otomanos a adoptarem uma política militar mais defensiva no século seguinte. 